# NHL Global Series 2023

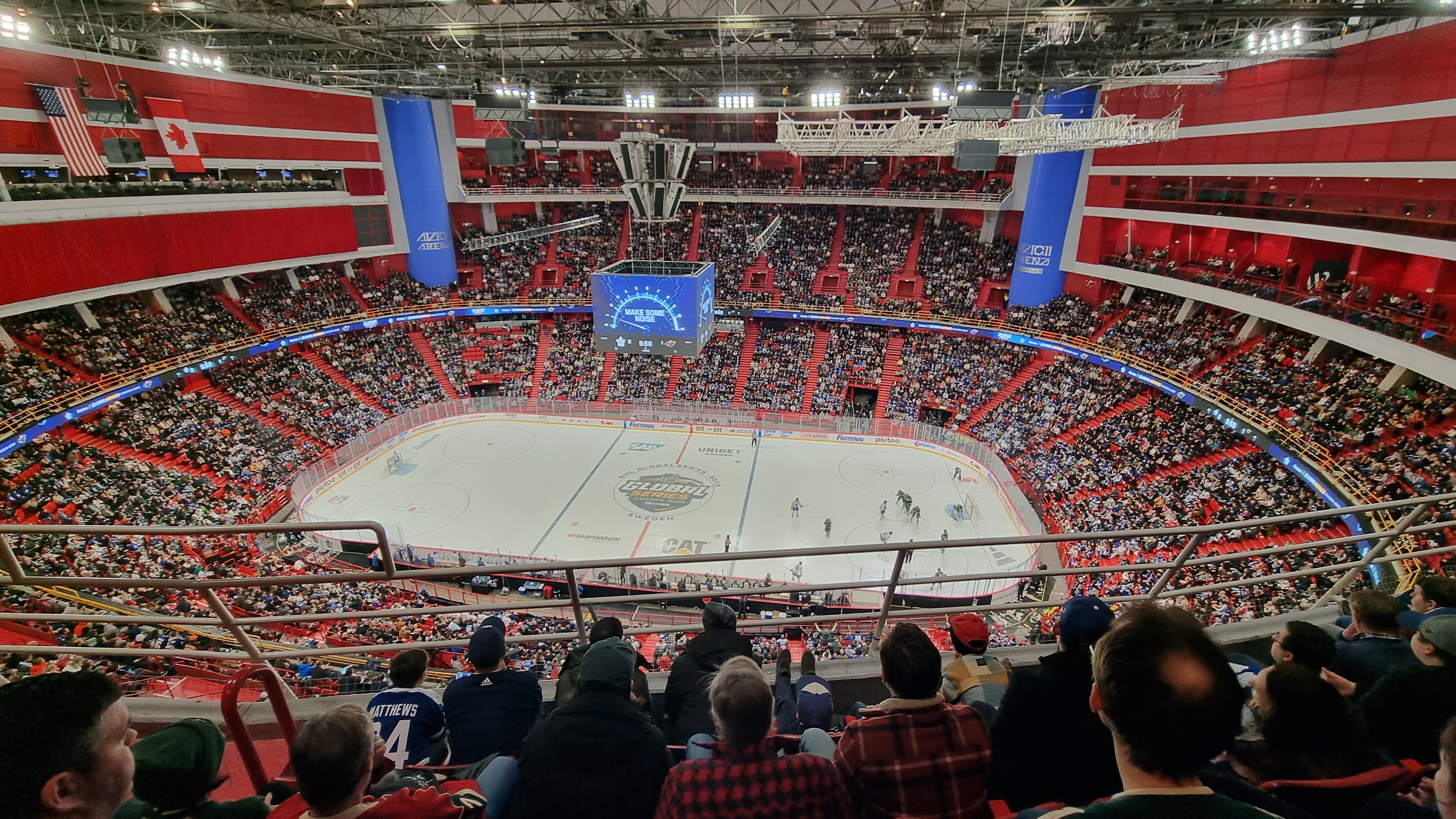
Minnesota Wild mot Toronto Maple Leafs vid tekning i den första perioden i deras match i Avicii Arena i Stockholm i Sverige den 19 november 2023.

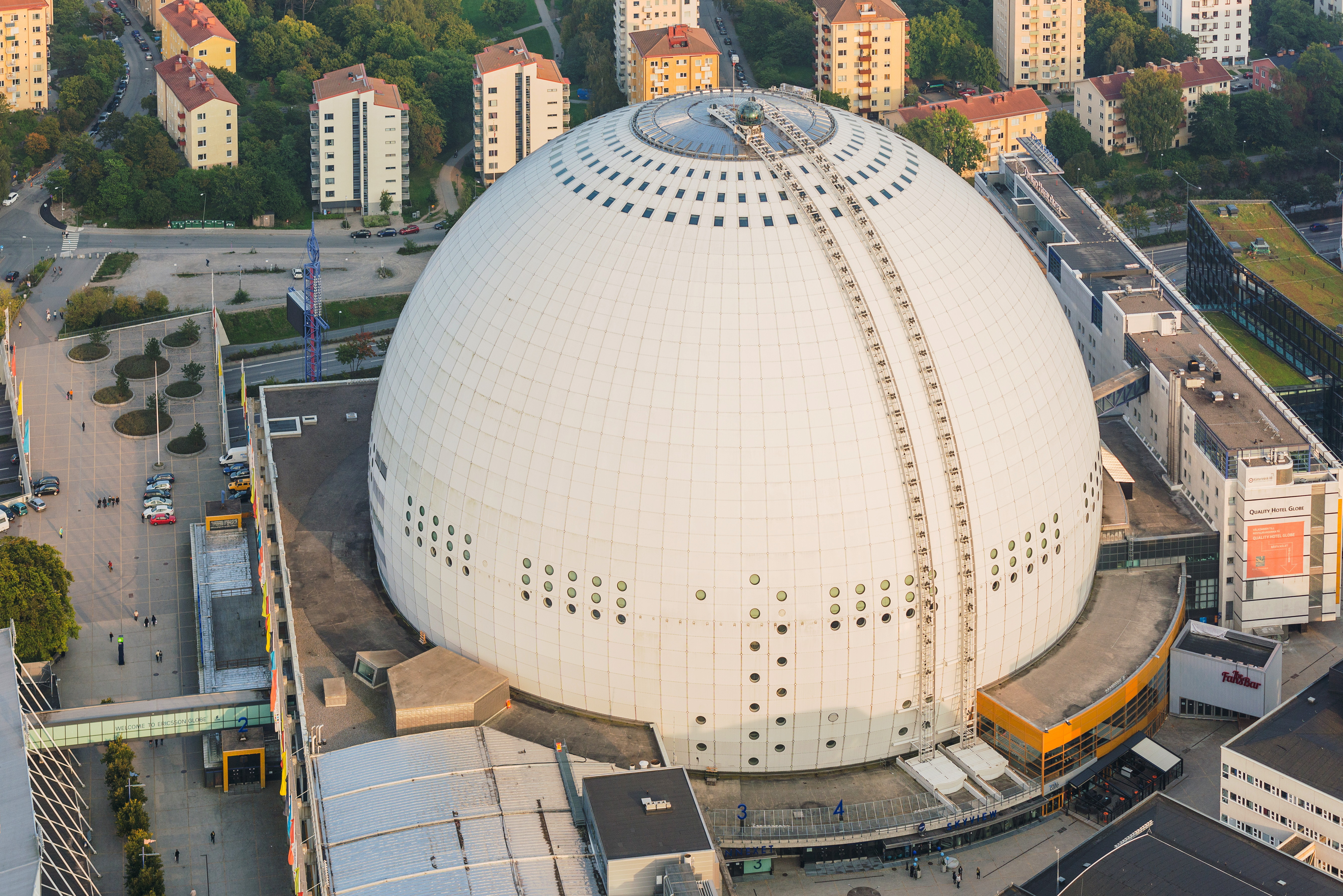
Arenan som stod värd för sportarrangemanget.

NHL Global Series Sweden 2023 presented by Fastenal var ett sportarrangemang i den nordamerikanska ishockeyligan National Hockey League (NHL) där fyra grundspelsmatcher spelades i Europa under säsongen 2023–2024. Den första spelades mellan Ottawa Senators och Detroit Red Wings den 16 november 2023; den andra spelades mellan Detroit Red Wings och Toronto Maple Leafs den 17 november; den tredje spelades mellan Ottawa Senators och Minnesota Wild den 18 november och slutligen Minnesota Wild och Toronto Maple Leafs den 19 november. Samtliga matcher spelades i Avicii Arena i Stockholm i Sverige.

## Ottawa Senators vs Detroit Red Wings (16 november)

### Laguppställningarna
| Vänsterforwards   | Centrar          | Högerforwards        |
| ----------------- | ---------------- | -------------------- |
| Brady Tkachuk (C) | Josh Norris      | Vladimir Tarasenko   |
| Mathieu Joseph    | Tim Stützle (A)  | Claude Giroux (A)    |
| Dominik Kubalík   | Roby Järventie   | Drake Batherson      |
| Matthew Highmore  | Rourke Chartier  | Parker Kelly         |
| Backar            |                  | Backar               |
| Jake Sanderson    |                  | Artiom Zub           |
| Jakob Chychrun    |                  | Jacob Bernard-Docker |
| Erik Brännström   |                  | Travis Hamonic       |
|                   | Målvakter        |                      |
|                   | Joonas Korpisalo |                      |
|                   | Anton Forsberg   |                      |
|                   | Tränare          |                      |
|                   | D.J. Smith       |                      |

| Vänsterforwards     | Centrar           | Högerforwards     |
| ------------------- | ----------------- | ----------------- |
| Alex DeBrincat      | Dylan Larkin (C)  | Lucas Raymond     |
| Andrew Copp (A)     | J.T. Compher      | David Perron (A)  |
| Robby Fabbri        | Joe Veleno        | Christian Fischer |
| Klim Kostin         | Michael Rasmussen | Daniel Sprong     |
| Backar              |                   | Backar            |
| Jake Walman         |                   | Moritz Seider     |
| Ben Chiarot         |                   | Jeff Petry        |
| Shayne Gostisbehere |                   | Olli Määttä       |
|                     | Målvakter         |                   |
|                     | James Reimer      |                   |
|                     | Alex Lyon         |                   |
|                     | Tränare           |                   |
|                     | Derek Lalonde     |                   |

### Resultatet
| 0242 | 16 november 2022 | Ottawa Senators | 5 – 4 (efter förlängning) | Detroit Red Wings | Avicii Arena                                                                                             | |
|      |                  | Första perioden: Brady Tkachuk (PP) (05:57) Assists: Batherson, Stützle Brady Tkachuk (09:57) Assists: Stützle, Giroux Jake Sanderson (13:09) Assists: Tarasenko, Norris Andra perioden: Josh Norris (01:18) Assists: Joseph, Tarasenko Tredje perioden: — Övertid: Tim Stützle (04:58) Assists: Batherson, Sanderson | Rapport                   | Första perioden: — Andra perioden: (09:39) Lucas Raymond (13:20) David Perron Assists: Määttä, Gostisbehere (16:33) Alex DeBrincat Assists: Gostisbehere, Compher (17:12) Shayne Gostisbehere Assists: Compher, Määttä Tredje perioden: — Övertid: — | Stockholm, Sverige Publik: 12 487 Domare: Kyle Rehman & Jon McIsaac Linjedomare: Devin Berg & Ryan Daisy | Stockholm, Sverige Publik: 12 487 Domare: Kyle Rehman & Jon McIsaac Linjedomare: Devin Berg & Ryan Daisy |
|      |                  | |                           | | Stockholm, Sverige Publik: 12 487 Domare: Kyle Rehman & Jon McIsaac Linjedomare: Devin Berg & Ryan Daisy | Stockholm, Sverige Publik: 12 487 Domare: Kyle Rehman & Jon McIsaac Linjedomare: Devin Berg & Ryan Daisy |
|      |                  | |                           | | Stockholm, Sverige Publik: 12 487 Domare: Kyle Rehman & Jon McIsaac Linjedomare: Devin Berg & Ryan Daisy | Stockholm, Sverige Publik: 12 487 Domare: Kyle Rehman & Jon McIsaac Linjedomare: Devin Berg & Ryan Daisy |

|                     | Ottawa Senators | Detroit Red Wings |
| ------------------- | --------------- | ----------------- |
| Powerplay           | 1/6             | 0/3               |
| Tacklingar          | 14              | 29                |
| Vunna tekningar (%) | 43,8            | 56,3              |
| Blockerade skott    | 14              | 9                 |
| Utvisningsminuter   | 6               | 12                |

| Period      | Ottawa Senators | Detroit Red Wings |
| ----------- | --------------- | ----------------- |
| Första      | 9               | 14                |
| Andra       | 10              | 19                |
| Tredje      | 12              | 5                 |
| Förlängning | 3               | 3                 |
| Totalt      | 34              | 41                |

#### Utvisningar
| Spelare         | Utvisning                    | Utvisningsminuter | Tid             |
| Första perioden | Första perioden              | Första perioden   | Första perioden |
| --------------- | ---------------------------- | ----------------- | --------------- |
| Artiom Zub      | Tripping                     | 2:00              | 06:16           |
| Travis Hamonic  | Delay game – puck over glass | 2:00              | 11:21           |
| Andra perioden  |                              |                   |                 |
| Tredje perioden |                              |                   |                 |
| Jakob Chychrun  | Holding the stick            | 2:00              | 02:41           |
| Källa:          |                              |                   |                 |

| Spelare                                            | Utvisning                    | Utvisningsminuter | Tid             |
| Första perioden                                    | Första perioden              | Första perioden   | Första perioden |
| -------------------------------------------------- | ---------------------------- | ----------------- | --------------- |
| Michael Rasmussen                                  | Holding                      | 2:00              | 05:31           |
| Alex DeBrincat                                     | Hooking                      | 2:00              | 12:47           |
| Andra perioden                                     |                              |                   |                 |
| Tredje perioden                                    |                              |                   |                 |
| David Perron                                       | Tripping                     | 2:00              | 01:13           |
| Jake Walman                                        | Holding                      | 2:00              | 02:02           |
| Lagutvisning                                       | Too many men/ice             | 2:00              | 14:36           |
| Ben Chiarot                                        | Delay game – puck over glass | 2:00              | 18:29           |
| Termer: Förseelser som leder till utvisningsstraff |                              |                   |                 |

### Statistik

#### Ottawa Senators

##### Utespelare
| Spelare              | Mål | Assist | Poäng | +/− | Utvisningsminuter | Skott | Vunna tekningar (%) | Tacklingar | Tid på isen |
| -------------------- | --- | ------ | ----- | --- | ----------------- | ----- | ------------------- | ---------- | ----------- |
| Tim Stützle          | 1   | 2      | 3     | –1  | 0                 | 4     | 25                  | 2          | 25:57       |
| Brady Tkachuk        | 2   | 0      | 2     | –2  | 0                 | 8     | 25                  | 1          | 22:08       |
| Josh Norris          | 1   | 1      | 2     | +2  | 0                 | 4     | 64,7                | 1          | 17:08       |
| Jake Sanderson       | 1   | 1      | 2     | +2  | 0                 | 3     | 0                   | 1          | 26:53       |
| Drake Batherson      | 0   | 2      | 2     | 0   | 0                 | 2     | 33,3                | 2          | 19:11       |
| Vladimir Tarasenko   | 0   | 2      | 2     | +2  | 0                 | 2     | 100                 | 0          | 16:16       |
| Claude Giroux        | 0   | 1      | 1     | –2  | 0                 | 2     | 40,9                | 0          | 26:54       |
| Mathieu Joseph       | 0   | 1      | 1     | +1  | 0                 | 1     | 50                  | 1          | 20:08       |
| Jacob Bernard-Docker | 0   | 0      | 0     | –1  | 0                 | 0     | 0                   | 3          | 18:43       |
| Erik Brännström      | 0   | 0      | 0     | 0   | 0                 | 0     | 0                   | 1          | 15:50       |
| Rourke Chartier      | 0   | 0      | 0     | 0   | 0                 | 1     | 0                   | 0          | 09:52       |
| Jakob Chychrun       | 0   | 0      | 0     | –2  | 2                 | 1     | 0                   | 0          | 23:56       |
| Travis Hamonic       | 0   | 0      | 0     | –1  | 2                 | 2     | 0                   | 0          | 13:22       |
| Matthew Highmore     | 0   | 0      | 0     | 0   | 0                 | 0     | 0                   | 0          | 05:46       |
| Roby Järventie       | 0   | 0      | 0     | –1  | 0                 | 2     | 37,5                | 0          | 08:27       |
| Parker Kelly         | 0   | 0      | 0     | 0   | 0                 | 0     | 0                   | 1          | 05:57       |
| Dominik Kubalík      | 0   | 0      | 0     | –1  | 0                 | 2     | 0                   | 0          | 13:56       |
| Artiom Zub           | 0   | 0      | 0     | +1  | 2                 | 0     | 0                   | 1          | 20:08       |
| Källa:               |     |        |       |     |                   |       |                     |            |             |

##### Målvakt
| Spelare          | Skott mot sig | Räddningar | Insläppta mål | Räddningsprocent | Utvisningsminuter | Tid på isen |
| ---------------- | ------------- | ---------- | ------------- | ---------------- | ----------------- | ----------- |
| Joonas Korpisalo | 41            | 37         | 4             | 0,902            | 0                 | 64:58       |
| Källa:           |               |            |               |                  |                   |             |

#### Detroit Red Wings

##### Utespelare
| Spelare             | Mål | Assist | Poäng | +/− | Utvisningsminuter | Skott | Vunna tekningar (%) | Tacklingar | Tid på isen |
| ------------------- | --- | ------ | ----- | --- | ----------------- | ----- | ------------------- | ---------- | ----------- |
| Shayne Gostisbehere | 1   | 2      | 3     | +2  | 0                 | 5     | 0                   | 0          | 26:26       |
| J.T. Compher        | 0   | 2      | 2     | +1  | 0                 | 1     | 60                  | 0          | 17:26       |
| Olli Määttä         | 0   | 2      | 2     | +3  | 0                 | 2     | 0                   | 2          | 20:21       |
| Alex DeBrincat      | 1   | 0      | 1     | +1  | 2                 | 3     | 0                   | 0          | 18:05       |
| David Perron        | 1   | 0      | 1     | +2  | 2                 | 5     | 0                   | 1          | 13:21       |
| Lucas Raymond       | 1   | 0      | 1     | –1  | 0                 | 4     | 0                   | 3          | 18:39       |
| Ben Chiarot         | 0   | 0      | 0     | –3  | 2                 | 2     | 0                   | 0          | 13:10       |
| Andrew Copp         | 0   | 0      | 0     | +1  | 0                 | 0     | 72,7                | 0          | 16:16       |
| Robby Fabri         | 0   | 0      | 0     | 0   | 0                 | 2     | 100                 | 1          | 11:04       |
| Christian Fischer   | 0   | 0      | 0     | 0   | 0                 | 2     | 0                   | 2          | 12:16       |
| Klim Kostin         | 0   | 0      | 0     | 0   | 0                 | 0     | 0                   | 8          | 10:36       |
| Dylan Larkin        | 0   | 0      | 0     | –2  | 0                 | 3     | 50                  | 1          | 20:27       |
| Jeff Petry          | 0   | 0      | 0     | –2  | 0                 | 2     | 0                   | 3          | 14:08       |
| Michael Rasmussen   | 0   | 0      | 0     | 0   | 2                 | 1     | 57,1                | 1          | 15:48       |
| Moritz Seider       | 0   | 0      | 0     | +1  | 0                 | 2     | 0                   | 7          | 29:53       |
| Daniel Sprong       | 0   | 0      | 0     | 0   | 0                 | 3     | 100                 | 0          | 09:48       |
| Joe Veleno          | 0   | 0      | 0     | 0   | 0                 | 0     | 46,2                | 0          | 15:19       |
| Jake Walman         | 0   | 0      | 0     | +1  | 2                 | 4     | 0                   | 0          | 23:05       |
| Källa:              |     |        |       |     |                   |       |                     |            |             |

##### Målvakt
| Spelare      | Skott mot sig | Räddningar | Insläppta mål | Räddningsprocent | Utvisningsminuter | Tid på isen |
| ------------ | ------------- | ---------- | ------------- | ---------------- | ----------------- | ----------- |
| James Reimer | 34            | 29         | 5             | 0,853            | 0                 | 64:58       |
| Källa:       |               |            |               |                  |                   |             |

## Detroit Red Wings vs Toronto Maple Leafs (17 november)

### Laguppställningarna
| Vänsterforwards | Centrar           | Högerforwards       |
| --------------- | ----------------- | ------------------- |
| Alex DeBrincat  | Dylan Larkin (C)  | Lucas Raymond       |
| Andrew Copp (A) | J.T. Compher      | David Perron        |
| Robby Fabbri    | Joe Veleno        | Christian Fischer   |
| Klim Kostin     | Michael Rasmussen | Daniel Sprong       |
| Backar          |                   | Backar              |
| Jake Walman     |                   | Moritz Seider       |
| Ben Chiarot (A) |                   | Justin Holl         |
| Olli Määttä     |                   | Shayne Gostisbehere |
|                 | Målvakter         |                     |
|                 | Alex Lyon         |                     |
|                 | James Reimer      |                     |
|                 | Tränare           |                     |
|                 | Derek Lalonde     |                     |

| Vänsterforwards    | Centrar          | Högerforwards    |
| ------------------ | ---------------- | ---------------- |
| Matthew Knies      | Auston Matthews  | Mitch Marner (A) |
| Tyler Bertuzzi     | John Tavares (C) | William Nylander |
| Nicholas Robertson | Max Domi         | Calle Järnkrok   |
| Bobby McMann       | David Kämpf      | Noah Gregor      |
| Backar             |                  | Backar           |
| Morgan Rielly (A)  |                  | T.J. Brodie      |
| Mark Giordano      |                  | Jake McCabe      |
| Simon Benoît       |                  | William Lagesson |
|                    | Målvakter        |                  |
|                    | Ilja Samsonov    |                  |
|                    | Joseph Woll      |                  |
|                    | Tränare          |                  |
|                    | Sheldon Keefe    |                  |

### Resultatet
| 0251 | 17 november 2023 | Detroit Red Wings | 2 – 3   | Toronto Maple Leafs | Avicii Arena | |
|      |                  | Första perioden: — Andra perioden: Daniel Sprong (12:52) Lucas Raymond (14:44) Assists: Chiarot, DeBrincat Tredje perioden: — | Rapport | Första perioden: — Andra perioden: — Tredje perioden: (03:50) Tyler Bertuzzi Assists: Nylander, Tavares (13:03) (PP) William Nylander Assists: Marner, Tavares (14:27) John Tavares Assists: Bertuzzi, Nylander | Stockholm, Sverige Publik: 13 510 Domare: Kendrick Nicholson & Kyle Rehman Linjedomare: Shandor Alphonso & Ryan Daisy | Stockholm, Sverige Publik: 13 510 Domare: Kendrick Nicholson & Kyle Rehman Linjedomare: Shandor Alphonso & Ryan Daisy |
|      |                  | |         | | Stockholm, Sverige Publik: 13 510 Domare: Kendrick Nicholson & Kyle Rehman Linjedomare: Shandor Alphonso & Ryan Daisy | Stockholm, Sverige Publik: 13 510 Domare: Kendrick Nicholson & Kyle Rehman Linjedomare: Shandor Alphonso & Ryan Daisy |
|      |                  | |         | | Stockholm, Sverige Publik: 13 510 Domare: Kendrick Nicholson & Kyle Rehman Linjedomare: Shandor Alphonso & Ryan Daisy | Stockholm, Sverige Publik: 13 510 Domare: Kendrick Nicholson & Kyle Rehman Linjedomare: Shandor Alphonso & Ryan Daisy |

|                     | Detroit Red Wings | Toronto Maple Leafs |
| ------------------- | ----------------- | ------------------- |
| Powerplay           | 0/4               | 1/3                 |
| Tacklingar          | 13                | 8                   |
| Vunna tekningar (%) | 44,4              | 55,6                |
| Blockerade skott    | 17                | 20                  |
| Utvisningsminuter   | 10                | 12                  |

| Period | Detroit Red Wings | Toronto Maple Leafs |
| ------ | ----------------- | ------------------- |
| Första | 5                 | 7                   |
| Andra  | 9                 | 12                  |
| Tredje | 15                | 10                  |
| Totalt | 29                | 29                  |

#### Utvisningar
| Spelare           | Utvisning       | Utvisningsminuter | Tid             |
| Första perioden   | Första perioden | Första perioden   | Första perioden |
| ----------------- | --------------- | ----------------- | --------------- |
| Michael Rasmussen | Slashing        | 2:00              | 07:49           |
| Andra perioden    |                 |                   |                 |
| J.T. Compher      | Holding         | 2:00              | 00:16           |
| Tredje perioden   |                 |                   |                 |
| Moritz Seider     | Cross-checking  | 2:00              | 02:15           |
| Moritz Seider     | Roughing        | 2:00              | 02:15           |
| Moritz Seider     | Tripping        | 2:00              | 12:46           |
| Källa:            |                 |                   |                 |

| Spelare                                            | Utvisning        | Utvisningsminuter | Tid             |
| Första perioden                                    | Första perioden  | Första perioden   | Första perioden |
| -------------------------------------------------- | ---------------- | ----------------- | --------------- |
| Mitch Marner                                       | Hooking          | 2:00              | 04:00           |
| Tyler Bertuzzi                                     | Slashing         | 2:00              | 17:26           |
| Andra perioden                                     |                  |                   |                 |
| Max Domi                                           | Roughing         | 2:00              | 02:15           |
| Max Domi                                           | Slashing         | 2:00              | 02:15           |
| Mark Giordano                                      | Roughing         | 2:00              | 02:15           |
| Lagstraff                                          | Too many men/ice | 2:00              | 15:29           |
| Tredje perioden                                    |                  |                   |                 |
| Termer: Förseelser som leder till utvisningsstraff |                  |                   |                 |

### Statistik

#### Detroit Red Wings

##### Utespelare
| Spelare             | Mål | Assist | Poäng | +/− | Utvisningsminuter | Skott | Vunna tekningar (%) | Tacklingar | Tid på isen |
| ------------------- | --- | ------ | ----- | --- | ----------------- | ----- | ------------------- | ---------- | ----------- |
| Lucas Raymond       | 1   | 0      | 1     | +1  | 0                 | 2     | 0                   | 1          | 18:58       |
| Daniel Sprong       | 1   | 0      | 1     | +1  | 0                 | 5     | 0                   | 0          | 13:28       |
| Ben Chiarot         | 0   | 1      | 1     | +1  | 0                 | 2     | 0                   | 3          | 23:57       |
| Alex DeBrincat      | 0   | 1      | 1     | +1  | 0                 | 4     | 0                   | 0          | 17:43       |
| J.T. Compher        | 0   | 0      | 0     | –2  | 2                 | 1     | 41,7                | 0          | 15:08       |
| Andrew Copp         | 0   | 0      | 0     | –2  | 0                 | 0     | 33,3                | 0          | 16:18       |
| Robby Fabbri        | 0   | 0      | 0     | 0   | 0                 | 1     | 0                   | 0          | 13:50       |
| Christian Fischer   | 0   | 0      | 0     | 0   | 0                 | 1     | 0                   | 0          | 14:10       |
| Shayne Gostisbehere | 0   | 0      | 0     | –1  | 0                 | 1     | 0                   | 0          | 20:21       |
| Justin Holl         | 0   | 0      | 0     | –1  | 0                 | 0     | 0                   | 2          | 20:21       |
| Klim Kostin         | 0   | 0      | 0     | 0   | 0                 | 2     | 0                   | 1          | 09:59       |
| Dylan Larkin        | 0   | 0      | 0     | +1  | 0                 | 2     | 52,6                | 1          | 19:33       |
| Olli Määttä         | 0   | 0      | 0     | –2  | 0                 | 0     | 0                   | 1          | 16:29       |
| David Perron        | 0   | 0      | 0     | –2  | 0                 | 2     | 0                   | 1          | 14:46       |
| Michael Rasmussen   | 0   | 0      | 0     | 0   | 2                 | 2     | 44,4                | 0          | 10:31       |
| Moritz Seider       | 0   | 0      | 0     | +1  | 6                 | 3     | 0                   | 3          | 23:47       |
| Joe Veleno          | 0   | 0      | 0     | 0   | 0                 | 1     | 53,9                | 0          | 15:27       |
| Jake Walman         | 0   | 0      | 0     | 0   | 0                 | 0     | 0                   | 0          | 12:29       |
| Källa:              |     |        |       |     |                   |       |                     |            |             |

##### Målvakt
| Spelare   | Skott mot sig | Räddningar | Insläppta mål | Räddningsprocent | Utvisningsminuter | Tid på isen |
| --------- | ------------- | ---------- | ------------- | ---------------- | ----------------- | ----------- |
| Alex Lyon | 29            | 26         | 3             | 0,897            | 0                 | 58:28       |
| Källa:    |               |            |               |                  |                   |             |

#### Toronto Maple Leafs

##### Utespelare
| Spelare            | Mål | Assist | Poäng | +/− | Utvisningsminuter | Skott | Vunna tekningar (%) | Tacklingar | Tid på isen |
| ------------------ | --- | ------ | ----- | --- | ----------------- | ----- | ------------------- | ---------- | ----------- |
| William Nylander   | 1   | 2      | 3     | +2  | 0                 | 4     | 0                   | 1          | 20:31       |
| John Tavares       | 1   | 2      | 3     | +2  | 0                 | 1     | 70                  | 0          | 16:59       |
| Tyler Bertuzzi     | 1   | 1      | 2     | +2  | 2                 | 7     | 0                   | 2          | 15:48       |
| Mitch Marner       | 0   | 1      | 1     | 0   | 2                 | 2     | 0                   | 0          | 20:56       |
| Simon Benoît       | 0   | 0      | 0     | 0   | 0                 | 1     | 0                   | 0          | 10:09       |
| T.J. Brodie        | 0   | 0      | 0     | –1  | 0                 | 1     | 0                   | 0          | 23:43       |
| Max Domi           | 0   | 0      | 0     | –1  | 4                 | 1     | 50                  | 0          | 10:37       |
| Mark Giordano      | 0   | 0      | 0     | +2  | 2                 | 2     | 0                   | 0          | 21:13       |
| Noah Gregor        | 0   | 0      | 0     | 0   | 0                 | 2     | 0                   | 2          | 12:03       |
| Calle Järnkrok     | 0   | 0      | 0     | –1  | 0                 | 1     | 100                 | 0          | 13:09       |
| William Lagesson   | 0   | 0      | 0     | 0   | 0                 | 0     | 0                   | 0          | 14:03       |
| David Kämpf        | 0   | 0      | 0     | 0   | 0                 | 1     | 64,3                | 1          | 14:55       |
| Matthew Knies      | 0   | 0      | 0     | 0   | 0                 | 1     | 0                   | 0          | 14:17       |
| Auston Matthews    | 0   | 0      | 0     | 0   | 0                 | 4     | 41,2                | 1          | 19:14       |
| Jake McCabe        | 0   | 0      | 0     | +2  | 0                 | 1     | 0                   | 1          | 23:04       |
| Bobby McMann       | 0   | 0      | 0     | 0   | 0                 | 0     | 0                   | 0          | 08:58       |
| Morgan Rielly      | 0   | 0      | 0     | –1  | 0                 | 0     | 0                   | 0          | 23:44       |
| Nicholas Robertson | 0   | 0      | 0     | –1  | 0                 | 0     | 0                   | 0          | 08:43       |
| Källa:             |     |        |       |     |                   |       |                     |            |             |

##### Målvakt
| Spelare       | Skott mot sig | Räddningar | Insläppta mål | Räddningsprocent | Utvisningsminuter | Tid på isen |
| ------------- | ------------- | ---------- | ------------- | ---------------- | ----------------- | ----------- |
| Ilja Samsonov | 29            | 27         | 2             | 0,931            | 0                 | 59:56       |
| Källa:        |               |            |               |                  |                   |             |

## Ottawa Senators vs Minnesota Wild (18 november)

### Laguppställningarna
| Vänsterforwards   | Centrar          | Högerforwards        |
| ----------------- | ---------------- | -------------------- |
| Brady Tkachuk (C) | Josh Norris      | Vladimir Tarasenko   |
| Mathieu Joseph    | Tim Stützle (A)  | Claude Giroux (A)    |
| Dominik Kubalík   | Roby Järventie   | Drake Batherson      |
| Zack MacEwen      | Rourke Chartier  | Parker Kelly         |
| Backar            |                  | Backar               |
| Jake Sanderson    |                  | Artiom Zub           |
| Jakob Chychrun    |                  | Jacob Bernard-Docker |
| Erik Brännström   |                  | Travis Hamonic       |
|                   | Målvakter        |                      |
|                   | Anton Forsberg   |                      |
|                   | Joonas Korpisalo |                      |
|                   | Tränare          |                      |
|                   | D.J. Smith       |                      |

| Vänsterforwards     | Centrar           | Högerforwards         |
| ------------------- | ----------------- | --------------------- |
| Kirill Kaprizov (A) | Marco Rossi       | Mats Zuccarello Aasen |
| Marcus Johansson    | Joel Eriksson Ek  | Matt Boldy            |
| Marcus Foligno (A)  | Vinni Lettieri    | Patrick Maroon        |
| Brandon Duhaime     | Connor Dewar      | Nic Petan             |
| Backar              |                   | Backar                |
| Jonas Brodin        |                   | Brock Faber           |
| Jacob Middleton     |                   | Jared Spurgeon (C)    |
| Jon Merrill         |                   | Zach Bogosian         |
|                     | Målvakter         |                       |
|                     | Filip Gustavsson  |                       |
|                     | Marc-André Fleury |                       |
|                     | Tränare           |                       |
|                     | Dean Evason       |                       |

### Resultatet
| 0254 | 18 november 2023 | Ottawa Senators | 2 – 1 (efter straffläggning) | Minnesota Wild | Avicii Arena | |
|      |                  | Första perioden: — Andra perioden: — Tredje perioden: Erik Brännström (03:22) Assists: Forsberg, Hamonic Förlängning: — Straffläggning: Josh Norris | Rapport                      | Första perioden: — Andra perioden: (06:22) Marco Rossi Assists: Faber, Zuccarello Aasen Tredje perioden: — Förlängning: — Straffläggning: — | Stockholm, Sverige Publik: 13 213 Domare: Jon McIsaac & Kendrick Nicholson Linjedomare: Shandor Alphonso & Devin Berg | Stockholm, Sverige Publik: 13 213 Domare: Jon McIsaac & Kendrick Nicholson Linjedomare: Shandor Alphonso & Devin Berg |
|      |                  | |                              | | Stockholm, Sverige Publik: 13 213 Domare: Jon McIsaac & Kendrick Nicholson Linjedomare: Shandor Alphonso & Devin Berg | Stockholm, Sverige Publik: 13 213 Domare: Jon McIsaac & Kendrick Nicholson Linjedomare: Shandor Alphonso & Devin Berg |
|      |                  | |                              | | Stockholm, Sverige Publik: 13 213 Domare: Jon McIsaac & Kendrick Nicholson Linjedomare: Shandor Alphonso & Devin Berg | Stockholm, Sverige Publik: 13 213 Domare: Jon McIsaac & Kendrick Nicholson Linjedomare: Shandor Alphonso & Devin Berg |

|                     | Ottawa Senators | Minnesota Wild |
| ------------------- | --------------- | -------------- |
| Powerplay           | 0/4             | 0/4            |
| Tacklingar          | 6               | 16             |
| Vunna tekningar (%) | 60,4            | 39,6           |
| Blockerade skott    | 17              | 22             |
| Utvisningsminuter   | 13              | 13             |

| Period      | Ottawa Senators | Minnesota Wild |
| ----------- | --------------- | -------------- |
| Första      | 10              | 10             |
| Andra       | 9               | 7              |
| Tredje      | 11              | 7              |
| Förlängning | 1               | 1              |
| Totalt      | 31              | 25             |

#### Utvisningar
| Spelare         | Utvisning                    | Utvisningsminuter | Tid             |
| Första perioden | Första perioden              | Första perioden   | Första perioden |
| --------------- | ---------------------------- | ----------------- | --------------- |
| Drake Batherson | Holding                      | 2:00              | 04:49           |
| Zack MacEwen    | Fighting                     | 5:00              | 14:19           |
| Andra perioden  |                              |                   |                 |
| Roby Järventie  | High-sticking                | 2:00              | 10:10           |
| Tredje perioden |                              |                   |                 |
| Mathieu Joseph  | Hooking                      | 2:00              | 05:14           |
| Drake Batherson | Delay Game – Puck over glass | 2:00              | 10:56           |
| Källa:          |                              |                   |                 |

| Spelare                                            | Utvisning       | Utvisningsminuter | Tid             |
| Första perioden                                    | Första perioden | Första perioden   | Första perioden |
| -------------------------------------------------- | --------------- | ----------------- | --------------- |
| Matt Boldy                                         | Holding         | 2:00              | 08:38           |
| Jacob Middleton                                    | Fighting        | 5:00              | 14:19           |
| Marcus Johansson                                   | Interference    | 2:00              | 17:19           |
| Andra perioden                                     |                 |                   |                 |
| Vinni Lettieri                                     | High-sticking   | 2:00              | 13:11           |
| Tredje perioden                                    |                 |                   |                 |
| Patrick Maroon                                     | Slashing        | 2:00              | 07:21           |
| Termer: Förseelser som leder till utvisningsstraff |                 |                   |                 |

### Statistik

#### Ottawa Senators

##### Utespelare
| Spelare              | Mål | Assist | Poäng | +/− | Utvisningsminuter | Skott | Vunna tekningar (%) | Tacklingar | Tid på isen |
| -------------------- | --- | ------ | ----- | --- | ----------------- | ----- | ------------------- | ---------- | ----------- |
| Erik Brännström      | 1   | 0      | 1     | +1  | 0                 | 2     | 0                   | 0          | 17:26       |
| Travis Hamonic       | 0   | 1      | 1     | +1  | 0                 | 0     | 0                   | 0          | 13:26       |
| Drake Batherson      | 0   | 0      | 0     | –1  | 4                 | 2     | 0                   | 1          | 16:07       |
| Jacob Bernard-Docker | 0   | 0      | 0     | –1  | 0                 | 0     | 0                   | 1          | 17:04       |
| Rourke Chartier      | 0   | 0      | 0     | 0   | 0                 | 0     | 36,4                | 0          | 13:51       |
| Jakob Chychrun       | 0   | 0      | 0     | 0   | 0                 | 3     | 0                   | 0          | 22:34       |
| Claude Giroux        | 0   | 0      | 0     | +1  | 0                 | 2     | 75                  | 0          | 20:16       |
| Roby Järventie       | 0   | 0      | 0     | –1  | 2                 | 0     | 33,3                | 1          | 07:04       |
| Mathieu Joseph       | 0   | 0      | 0     | 0   | 2                 | 3     | 0                   | 0          | 21:11       |
| Patrick Kelly        | 0   | 0      | 0     | 0   | 0                 | 1     | 0                   | 0          | 08:48       |
| Dominik Kubalík      | 0   | 0      | 0     | –1  | 0                 | 2     | 50                  | 0          | 14:11       |
| Zack MacEwen         | 0   | 0      | 0     | 0   | 5                 | 1     | 0                   | 0          | 03:30       |
| Josh Norris          | 0   | 0      | 0     | +1  | 0                 | 2     | 62,5                | 0          | 19:30       |
| Jake Sanderson       | 0   | 0      | 0     | –1  | 0                 | 3     | 0                   | 0          | 25:55       |
| Tim Stützle          | 0   | 0      | 0     | +1  | 0                 | 1     | 100                 | 0          | 25:19       |
| Vladimir Tarasenko   | 0   | 0      | 0     | 0   | 0                 | 1     | 0                   | 1          | 19:09       |
| Brady Tkachuk        | 0   | 0      | 0     | 0   | 0                 | 7     | 100                 | 1          | 21:00       |
| Artiom Zub           | 0   | 0      | 0     | 0   | 0                 | 1     | 0                   | 1          | 20:39       |
| Källa:               |     |        |       |     |                   |       |                     |            |             |

##### Målvakt
| Spelare        | Skott mot sig | Räddningar | Insläppta mål | Räddningsprocent | Utvisningsminuter | Tid på isen |
| -------------- | ------------- | ---------- | ------------- | ---------------- | ----------------- | ----------- |
| Anton Forsberg | 25            | 24         | 1             | 0,960            | 0                 | 65:00       |
| Källa:         |               |            |               |                  |                   |             |

#### Minnesota Wild

##### Utespelare
| Spelare               | Mål | Assist | Poäng | +/− | Utvisningsminuter | Skott | Vunna tekningar (%) | Tacklingar | Tid på isen |
| --------------------- | --- | ------ | ----- | --- | ----------------- | ----- | ------------------- | ---------- | ----------- |
| Marco Rossi           | 1   | 0      | 1     | +1  | 0                 | 3     | 18,2                | 0          | 18:13       |
| Brock Faber           | 0   | 1      | 1     | +1  | 0                 | 4     | 0                   | 1          | 24:16       |
| Mats Zuccarello Aasen | 0   | 1      | 1     | +1  | 0                 | 2     | 0                   | 0          | 19:53       |
| Zach Bogosian         | 0   | 0      | 0     | 0   | 0                 | 0     | 0                   | 0          | 11:47       |
| Matt Boldy            | 0   | 0      | 0     | –1  | 2                 | 2     | 0                   | 0          | 20:14       |
| Jonas Brodin          | 0   | 0      | 0     | +1  | 0                 | 3     | 0                   | 1          | 29:46       |
| Connor Dewar          | 0   | 0      | 0     | 0   | 0                 | 0     | 0                   | 1          | 09:29       |
| Brandon Duhaime       | 0   | 0      | 0     | 0   | 0                 | 1     | 0                   | 2          | 09:13       |
| Joel Eriksson Ek      | 0   | 0      | 0     | –1  | 0                 | 0     | 47,6                | 3          | 23:53       |
| Marcus Foligno        | 0   | 0      | 0     | 0   | 0                 | 1     | 33,3                | 0          | 14:33       |
| Marcus Johansson      | 0   | 0      | 0     | –1  | 2                 | 3     | 0                   | 1          | 16:35       |
| Kirill Kaprizov       | 0   | 0      | 0     | +1  | 0                 | 1     | 0                   | 2          | 21:31       |
| Vinni Lettieri        | 0   | 0      | 0     | 0   | 2                 | 0     | 63,6                | 1          | 14:35       |
| Patrick Maroon        | 0   | 0      | 0     | 0   | 2                 | 0     | 0                   | 1          | 14:07       |
| Jon Merrill           | 0   | 0      | 0     | 0   | 0                 | 0     | 0                   | 0          | 10:58       |
| Jacob Middleton       | 0   | 0      | 0     | –1  | 5                 | 1     | 0                   | 1          | 16:54       |
| Nic Petan             | 0   | 0      | 0     | 0   | 0                 | 2     | 100                 | 2          | 08:34       |
| Jared Spurgeon        | 0   | 0      | 0     | –1  | 0                 | 2     | 0                   | 0          | 22:48       |
| Källa:                |     |        |       |     |                   |       |                     |            |             |

##### Målvakt
| Spelare          | Skott mot sig | Räddningar | Insläppta mål | Räddningsprocent | Utvisningsminuter | Tid på isen |
| ---------------- | ------------- | ---------- | ------------- | ---------------- | ----------------- | ----------- |
| Filip Gustavsson | 31            | 30         | 1             | 0,968            | 0                 | 64:41       |
| Källa:           |               |            |               |                  |                   |             |

## Minnesota Wild vs Toronto Maple Leafs (19 november)

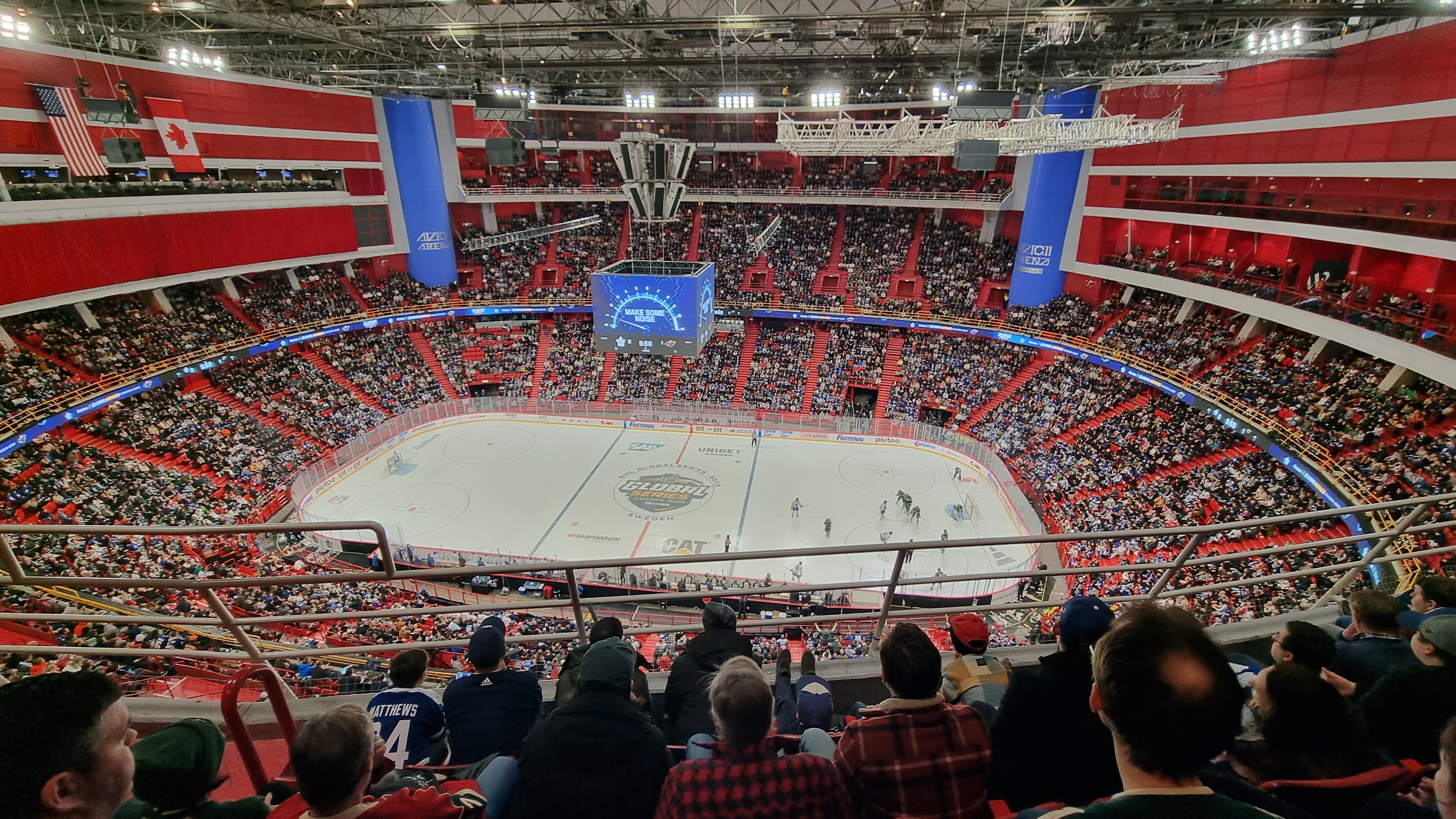
Minnesota Wild mot Toronto Maple Leafs i Avicii Arena den 19 november 2023.

### Laguppställningarna
| Vänsterforwards     | Centrar            | Högerforwards         |
| ------------------- | ------------------ | --------------------- |
| Kirill Kaprizov (A) | Marco Rossi        | Mats Zuccarello Aasen |
| Marcus Johansson    | Frédérick Gaudreau | Matt Boldy            |
| Marcus Foligno (A)  | Joel Eriksson Ek   | Ryan Hartman          |
| Brandon Duhaime     | Connor Dewar       | Patrick Maroon        |
| Backar              |                    | Backar                |
| Jonas Brodin        |                    | Brock Faber           |
| Jacob Middleton     |                    | Jared Spurgeon (C)    |
| Jon Merrill         |                    | Zach Bogosian         |
|                     | Målvakter          |                       |
|                     | Marc-André Fleury  |                       |
|                     | Filip Gustavsson   |                       |
|                     | Tränare            |                       |
|                     | Dean Evason        |                       |

| Vänsterforwards    | Centrar             | Högerforwards    |
| ------------------ | ------------------- | ---------------- |
| Matthew Knies      | Auston Matthews (A) | Mitch Marner     |
| Tyler Bertuzzi     | John Tavares (C)    | William Nylander |
| Nicholas Robertson | Max Domi            | Calle Järnkrok   |
| Bobby McMann       | David Kämpf         | Noah Gregor      |
| Backar             |                     | Backar           |
| Morgan Rielly (A)  |                     | T.J. Brodie      |
| Mark Giordano      |                     | Jake McCabe      |
| Simon Benoît       |                     | William Lagesson |
|                    | Målvakter           |                  |
|                    | Joseph Woll         |                  |
|                    | Ilja Samsonov       |                  |
|                    | Tränare             |                  |
|                    | Sheldon Keefe       |                  |

### Resultatet
| 0267 | 19 november 2023 | Minnesota Wild | 3 – 4 (efter förlängning) | Toronto Maple Leafs | Avicii Arena                                                                                             | |
|      |                  | Första perioden: Jon Merrill (02:37) Assists: Rossi, Zuccarello Aasen Andra perioden: — Tredje perioden: Jacob Middleton (06:10) Assists: Foligno, Eriksson Ek Mats Zuccarello Aasen (08:42) Assists: Faber, Brodin Förlängning: — | Rapport                   | Första perioden: (12:43) (PP) Auston Matthews Assists: Nylander, Rielly (19:23) Matthew Knies Assists: Marner, Giordano Andra perioden: — Tredje perioden: (04:22) Morgan Rielly Assists: Matthews, Marner Förlängning: (03:09) William Nylander Assist: Rielly | Stockholm, Sverige Publik: 13 356 Domare: Jon McIsaac & Kyle Rehman Linjedomare: Devin Berg & Ryan Daisy | Stockholm, Sverige Publik: 13 356 Domare: Jon McIsaac & Kyle Rehman Linjedomare: Devin Berg & Ryan Daisy |
|      |                  | |                           | | Stockholm, Sverige Publik: 13 356 Domare: Jon McIsaac & Kyle Rehman Linjedomare: Devin Berg & Ryan Daisy | Stockholm, Sverige Publik: 13 356 Domare: Jon McIsaac & Kyle Rehman Linjedomare: Devin Berg & Ryan Daisy |
|      |                  | |                           | | Stockholm, Sverige Publik: 13 356 Domare: Jon McIsaac & Kyle Rehman Linjedomare: Devin Berg & Ryan Daisy | Stockholm, Sverige Publik: 13 356 Domare: Jon McIsaac & Kyle Rehman Linjedomare: Devin Berg & Ryan Daisy |

|                     | Minnesota Wild | Toronto Maple Leafs |
| ------------------- | -------------- | ------------------- |
| Powerplay           | 0/3            | 1/2                 |
| Tacklingar          | 15             | 8                   |
| Vunna tekningar (%) | 39,1           | 60,9                |
| Blockerade skott    | 18             | 16                  |
| Utvisningsminuter   | 4              | 6                   |

| Period      | Minnesota Wild | Toronto Maple Leafs |
| ----------- | -------------- | ------------------- |
| Första      | 11             | 14                  |
| Andra       | 11             | 5                   |
| Tredje      | 13             | 4                   |
| Förlängning | 1              | 2                   |
| Totalt      | 36             | 25                  |

#### Utvisningar
| Spelare               | Utvisning       | Utvisningsminuter | Tid             |
| Första perioden       | Första perioden | Första perioden   | Första perioden |
| --------------------- | --------------- | ----------------- | --------------- |
| Mats Zuccarello Aasen | Roughing        | 2:00              | 05:24           |
| Jared Spurgeon        | Tripping        | 2:00              | 12:38           |
| Andra perioden        |                 |                   |                 |
| Tredje perioden       |                 |                   |                 |
| Källa:                |                 |                   |                 |

| Spelare                                            | Utvisning       | Utvisningsminuter | Tid             |
| Första perioden                                    | Första perioden | Första perioden   | Första perioden |
| Andra perioden                                     | Andra perioden  | Andra perioden    | Andra perioden  |
| -------------------------------------------------- | --------------- | ----------------- | --------------- |
| Jake McCabe                                        | Slashing        | 2:00              | 04:11           |
| T.J. Brodie                                        | High-sticking   | 2:00              | 09:06           |
| Mitch Marner                                       | Slashing        | 2:00              | 14:13           |
| Tredje perioden                                    |                 |                   |                 |
| Termer: Förseelser som leder till utvisningsstraff |                 |                   |                 |

### Statistik

#### Minnesota Wild

##### Utespelare
| Spelare               | Mål | Assist | Poäng | +/− | Utvisningsminuter | Skott | Vunna tekningar (%) | Tacklingar | Tid på isen |
| --------------------- | --- | ------ | ----- | --- | ----------------- | ----- | ------------------- | ---------- | ----------- |
| Mats Zuccarello Aasen | 1   | 1      | 2     | +2  | 2                 | 4     | 0                   | 0          | 19:00       |
| Jon Merrill           | 1   | 0      | 1     | +1  | 0                 | 3     | 0                   | 0          | 13:18       |
| Jacob Middleton       | 1   | 0      | 1     | –1  | 0                 | 1     | 0                   | 1          | 19:01       |
| Jonas Brodin          | 0   | 1      | 1     | 0   | 0                 | 3     | 0                   | 0          | 25:18       |
| Joel Eriksson Ek      | 0   | 1      | 1     | +1  | 0                 | 6     | 40                  | 1          | 20:17       |
| Brock Faber           | 0   | 1      | 1     | +1  | 0                 | 1     | 0                   | 0          | 23:59       |
| Marcus Foligno        | 0   | 1      | 1     | +1  | 0                 | 1     | 0                   | 0          | 18:13       |
| Marco Rossi           | 0   | 1      | 1     | +1  | 0                 | 1     | 33,3                | 1          | 10:22       |
| Zach Bogosian         | 0   | 0      | 0     | +1  | 0                 | 2     | 0                   | 1          | 12:33       |
| Matt Boldy            | 0   | 0      | 0     | –2  | 0                 | 1     | 0                   | 0          | 16:12       |
| Connor Dewar          | 0   | 0      | 0     | 0   | 0                 | 2     | 40                  | 2          | 12:36       |
| Brandon Duhaime       | 0   | 0      | 0     | 0   | 0                 | 1     | 0                   | 1          | 09:32       |
| Frédérick Gaudreau    | 0   | 0      | 0     | –2  | 0                 | 0     | 61,5                | 0          | 15:04       |
| Ryan Hartman          | 0   | 0      | 0     | +1  | 0                 | 2     | 33,3                | 2          | 17:54       |
| Marcus Johansson      | 0   | 0      | 0     | –3  | 0                 | 3     | 0                   | 2          | 14:52       |
| Kirill Kaprizov       | 0   | 0      | 0     | +2  | 0                 | 4     | 0                   | 2          | 19:39       |
| Patrick Maroon        | 0   | 0      | 0     | 0   | 0                 | 0     | 20                  | 0          | 11:39       |
| Jared Spurgeon        | 0   | 0      | 0     | –1  | 2                 | 2     | 0                   | 0          | 22:40       |
| Källa:                |     |        |       |     |                   |       |                     |            |             |

##### Målvakt
| Spelare           | Skott mot sig | Räddningar | Insläppta mål | Räddningsprocent | Utvisningsminuter | Tid på isen |
| ----------------- | ------------- | ---------- | ------------- | ---------------- | ----------------- | ----------- |
| Marc-André Fleury | 25            | 21         | 4             | 0,840            | 0                 | 63:09       |
| Källa:            |               |            |               |                  |                   |             |

#### Toronto Maple Leafs

##### Utespelare
| Spelare            | Mål | Assist | Poäng | +/− | Utvisningsminuter | Skott | Vunna tekningar (%) | Tacklingar | Tid på isen |
| ------------------ | --- | ------ | ----- | --- | ----------------- | ----- | ------------------- | ---------- | ----------- |
| Morgan Rielly      | 1   | 2      | 3     | –1  | 0                 | 5     | 0                   | 0          | 26:03       |
| Auston Matthews    | 1   | 1      | 2     | +1  | 0                 | 2     | 52,9                | 0          | 21:18       |
| William Nylander   | 1   | 1      | 2     | 0   | 0                 | 3     | 0                   | 0          | 23:09       |
| Mitch Marner       | 0   | 2      | 2     | +1  | 2                 | 1     | 0                   | 0          | 20:51       |
| Matthew Knies      | 1   | 0      | 1     | +1  | 0                 | 1     | 0                   | 2          | 15:52       |
| Mark Giordano      | 0   | 1      | 1     | +1  | 0                 | 0     | 0                   | 0          | 19:54       |
| Samuel Benoît      | 0   | 0      | 0     | –1  | 0                 | 0     | 0                   | 2          | 11:09       |
| Tyler Bertuzzi     | 0   | 0      | 0     | 0   | 0                 | 1     | 0                   | 0          | 16:15       |
| T.J. Brodie        | 0   | 0      | 0     | 0   | 2                 | 1     | 0                   | 0          | 25:44       |
| Max Domi           | 0   | 0      | 0     | –1  | 0                 | 1     | 100                 | 0          | 07:58       |
| Noah Gregor        | 0   | 0      | 0     | 0   | 0                 | 0     | 0                   | 0          | 12:34       |
| Calle Järnkrok     | 0   | 0      | 0     | –2  | 0                 | 1     | 40                  | 0          | 15:28       |
| David Kämpf        | 0   | 0      | 0     | 0   | 0                 | 0     | 77,8                | 0          | 13:31       |
| William Lagesson   | 0   | 0      | 0     | –1  | 0                 | 1     | 0                   | 2          | 15:46       |
| Jake McCabe        | 0   | 0      | 0     | +1  | 2                 | 4     | 0                   | 0          | 22:53       |
| Bobby McMann       | 0   | 0      | 0     | 0   | 0                 | 0     | 0                   | 0          | 08:13       |
| Nicholas Robertson | 0   | 0      | 0     | –1  | 0                 | 2     | 0                   | 1          | 07:42       |
| John Tavares       | 0   | 0      | 0     | 0   | 0                 | 2     | 60                  | 1          | 19:07       |
| Källa:             |     |        |       |     |                   |       |                     |            |             |

##### Målvakt
| Spelare     | Skott mot sig | Räddningar | Insläppta mål | Räddningsprocent | Utvisningsminuter | Tid på isen |
| ----------- | ------------- | ---------- | ------------- | ---------------- | ----------------- | ----------- |
| Joseph Woll | 36            | 33         | 3             | 0,917            | 0                 | 63:09       |
| Källa:      |               |            |               |                  |                   |             |